# Tashkent Open 2006
Il Tashkent Open 2006 è stato un torneo di tennis giocato sul cemento.
È stata l'8ª edizione del Tashkent Open, che fa parte della categoria Tier IV nell'ambito del WTA Tour 2006.
Si è giocato al Tashkent Tennis Center di Tashkent in Uzbekistan, dal 2 ottobre all'8 ottobre 2006.

## Campionesse

### Singolare
Sun Tiantian ha battuto in finale  Iroda Tulyaganova con il punteggio di 6–2, 6–4

### Doppio
Viktoryja Azaranka /  Tat'jana Puček hanno battuto in finale  Maria Elena Camerin /  Emmanuelle Gagliardi, walk-over